# Nova Cançó
Nova Cançó (em português: Nova Canção) é o movimento musical e artístico nos países de língua catalã que em pleno franquismo, exortou à utilização normal da catalão no mundo da música, ao mesmo tempo em que denuncia as injustiças da ditadura de Francisco Franco.
Por entender-se a importância histórica da Nova Canção tem de se recordar que a ocupaçao franquista da Catalunha durava há vinte anos e "a repressão posterior contra a cultura catalã se pode definir sem paliativos como um genocídio cultural". Foram anos de miséria cultural, em que as iniciativas para a recuperação cultural se produziam no exílio ou, em todo caso, de maneira individual e sem demasiada transcendência pública. Em 1957, Josep M. Espinàs fez uma conferência sobre "Georges Brassens, o trovador do nosso tempo", do qual tinha traduzido as primeiras canções. Em 1958 aparecem dois Eps que com o tempo serão considerados os primeiros de música moderna em catalão: Hermanas Serrano e Josep Guardiola: Cantam em catalão os êxitos internacionais. Estes intérpretes, juntamente com outros como Font Sellabona e Rudy Ventura formam a pré-história da Nova Canção.
Ao final da década dos 50, a situação começou a mudar: a nível económico finalizou o período mais complicado e, a nível político, o estado franquista foi admitido nas Nações Unidas; facto que obrigou o governo a melhorar a sua imagem internacional. Neste novo contexto, a princípios dos sessenta, apareceram algumas iniciativas culturais de primeira linha. Em 1961 criou-se Edigsa, fundou-se a Òmnium Cultural e publicou-se o primeiro número de Cavalo Forte. Em abril de 1962 saiu o primeiro livro de Edições 62. Devagar o catalão e o seu uso público, o qual tinha sido expressamente proibido depois da queda de Catalunha, foi conseguindo abrir pequenas brechas de presença pública, como por exemplo, a circular da Abadia de Montserrat, o Germinabit que em outubro de 1959 se vai converter na revista Serra d'Or (Serra de Ouro).
Um dos grupos fundamentais no reconhecimento da Nova Canção foi Els Setze Jutges (Os 16 juízes), que reuniu alguns dos mais importantes nomes da altura.